# Lac de Kossou
Lac de Kossou est le plus grand lac de Côte d'Ivoire. Il est situé sur la rivière Bandama, au centre du pays. Il s'agit d'un lac artificiel, créé en 1973 par le barrage du fleuve Bandama à Kossou (le barrage de Kossou). Quelques 75 000 Baoulé ont été déplacés par le lac.

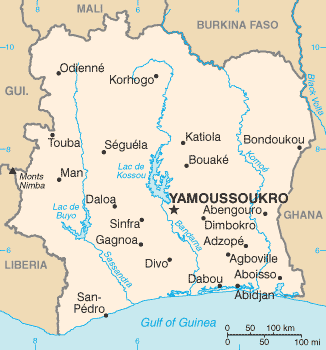
Carte de la Côte d'Ivoire montrant le lac de Kossou situé au centre

## Histoire
Le lac Kossou s'est formé après la construction du barrage de Kossou sur le fleuve Bandama, achevée en 1973. Le projet de barrage de Kossou a été réalisé sous les auspices du Programme des Nations Unies pour le développement, l'agence impliquée étant l' Autorité de la Vallée du Bandama (ADV). Il s'agissait de relocaliser environ 75 000 personnes de 200 colonies dans 54 nouveaux villages construits par ADV, 32 dans la zone forestière et 22 dans la zone de savane. 22 000 personnes ont été réinstallées avant que l'eau ne commence à être retenue en 1971.
Le barrage est construit en terre avec enrochement et mesure environ 1 500 m (5 000 pi) de long. L'eau retenue alimente une centrale hydroélectrique d'une capacité de 174 mégawatts. Une fois plein, le lac aura une superficie d'environ 206 m (676 pi) au-dessus du niveau de la mer, une longueur de 180 km (112 mi) et une largeur de 45 km (28 mi), une superficie de 1 855 km2 (716 mi2)   et une capacité de 28,8 × 109 m3 (1 017 062 401 536 pi3).
Outre la production d'énergie, la création du lac avait pour but d'encourager la population locale à rester dans la région et à utiliser l'eau pour irriguer ses cultures, et on espérait également qu'une industrie de la pêche se développerait. En 1975, le lac a atteint sa plus grande hauteur au-dessus du niveau de la mer, soit 193 m (633 pi), à ce moment-là sa surface était d'environ 50 % de son plein potentiel. En 1994, le lac ne s'était pas encore agrandi en raison d'une diminution des précipitations dans son bassin versant et d'une certaine extraction d'eau par des digues en amont.
Les précipitations dans le bassin versant ont continué à être inférieures à la moyenne à long terme, et la superficie du lac est restée à environ 50 % de ce qui était prévu ; de nombreux agriculteurs dépossédés qui avaient été relocalisés ont récupéré leurs terres:95. En 1983, une grave sécheresse et de vastes incendies de forêt ont dévasté les cultures et les plantations de café et de cacao près du lac, provoquant de lourdes pertes économiques.
En 2019, un projet de création d’un système solaire photovoltaïque flottant à la surface du lac était à l’étude. Sa capacité installée serait comprise entre 10 et 20 mégawatts.

## Faune
Une caractéristique précoce du lac fut le développement de grandes populations de chou d'eau envahissant (Pistia stratiotes) à la surface de l'eau. Il y a des hippopotames et d'autres animaux aquatiques dans le lac, et un nombre croissant d'oiseaux ont été enregistrés comme résidant ici ou visitant la région.
Avant la construction du barrage, les espèces de poissons dominantes trouvées dans la rivière étaient Labeo coubie et Alestes rutilus, tandis que Tilapia zillii se trouvait dans les eaux calmes des marigots. En 1975, les espèces capturées dans le lac comprenaient la perche du Nil (Lates niloticus), le Distichodus rostratus, l'Alestes baremoze, le Brycinus nurse, le Labeo senegalensis, le Pellonula afzeliusi, le poisson-chat beurre africain (Schilbe mystus) et le poisson-boue (Clarias anguillaris).